# 304. Infanterie-Division (Wehrmacht)
La 304. Infanterie-Division fu una divisione dell'esercito tedesco attiva durante la seconda guerra mondiale che venne creata nel 1940 e fu prima schierata in Belgio come forza di occupazione e poi lungo il fronte orientale dove fu distrutta nel 1945.

## Storia

### Belgio
La divisione fu costituita il 15 novembre 1940, a nord di Lipsia da un terzo della 56. Infanterie-Division e della 294. Infanterie-Division ed era equipaggiata con veicoli ed armi catturate dai francesi. I reggimenti della divisione erano piccoli, mal equipaggiati e dopo la sua formazione fu trasferita in Belgio, nei pressi di Kanal, nell'aprile 1941, mentre dal giugno 1942 fu schierata nell'area di Dunkerque con compiti di protezione costiera.

### Fronte Orientale
Il 21 ottobre 1942 la divisione fu riorganizzata in divisione d'assalto e a fine anno fu trasportata sul fronte orientale, nell'Heersgruppe Süd e impiegata in pesanti battaglie difensive sul Don, subendo pesanti perdite, tanto che, l'Infanterie-Regiment 574 fu distrutto e poi sciolto. Venne sciolta e raggruppata in un gruppo di combattimento, per poi essere rinnovata vicino al Mius nell'aprile 1943 e rimase qui per tutta l'estate e l'autunno. Dall'ottobre 1943 combatté nella zona di Zaporož'e e dal dicembre 1943 vicino a Nikopol'. Dopo pesanti battaglie difensive, nell'aprile 1944 si ritirò ad Odessa e poi a Tiraspol nel maggio, dove incorporò i resti della 5. Luftwaffen-Feld-Division. A partire da agosto combatté nella zona di Baranow e nel gennaio 1945 fu distrutta sulla Vistola. Nel febbraio 1945 la divisione fu riorganizzata a Praga e Ostrava, fu impiegata nelle battaglie difensive in Alta Slesia e Moravia e verso la fine della guerra fu fatta prigioniera dalle truppe dell'Armata rossa.

## Ordine di battaglia
304. Infanterie-Division 1940
- Infanterie-Regiment 573
- Infanterie-Regiment 574
- Infanterie-Regiment 575
- Artillerie-Regiment 304
- Pionier-Bataillon 304
- Panzerjäger-Abteilung 304
- Nachrichten-Kompanie 304
- Divisions-Nachschubführer 304

304. Infanterie-Division 1945
- Grenadier-Regiment 573
- Grenadier-Regiment 574
- Grenadier-Regiment 575
- Divisions-Füsilier-Bataillon 304
- Artillerie-Regiment 304
- Pionier-Bataillon 304
- Feldersatz-Bataillon 304
- Nachrichten-Abteilung 304
- Divisions-Nachschubführer 304

## Decorazioni
Alcuni soldati della 304. Infanterie-division furono premiati per le loro azioni in guerra:
- Croce Tedesca
  - in oro: 1
- Croce di Cavaliere della croce di ferro: 1

## Comandanti
- Generalleutnant Heinrich Krampf (15 novembre 1940 - 16 novembre 1942)
- Generalleutnant Ernst Sieler (16 novembre 1942 - 1º febbraio 1943)
- Oberst Alfred Philippi (1º febbraio - 1º marzo 1943)
- Generalleutnant Ernst Sieler (1º marzo 1943 - 30 agosto 1943)
- Oberst Norbert Holm (30 agosto 1943 - ottobre 1943)
- Generalleutnant Ernst Sieler (ottobre 1943 - 8 maggio 1944)
- Generalmajor Gustav Hundt (8 maggio 1944 - 9 agosto 1944)
- Generalleutnant Ernst Sieler (9 agosto 1944 - gennaio 1945)
- Generalmajor Ulrich Liß (10 gennaio 1945 - 22 gennaio 1945)
- Oberst Friedrich Krüger (febbraio 1945 - 6 aprile 1945)
- Generalmajor Robert Bader (6 aprile 1945 - 17 aprile 1945)[1]